# Édouard Artigas
Édouard José Artigas (ur. 26 lutego 1906 w Paryżu, zm. 25 lutego 2001 w Antibes) – francuski szpadzista, złoty medalista olimpijski i wielokrotny medalista mistrzostw świata.
Na igrzyskach olimpijskich w Londynie w 1948 roku Francuzi w składzie: Maurice Huet, Michel Pécheux, Marcel Desprets, Édouard Artigas, Henri Guérin i Henri Lepage zdobyli drużynowo złoty medal. Był to jego jedyny start olimpijski.
Podczas mistrzostw świata w Paryżu w 1937 roku wspólnie z Jacquesem Coutrotem, Henrim Dulieux, Michelem Pécheux, Bernardem Schmetzem i Albertem Wolffem zdobył srebrny medal w zawodach drużynowych. W tej samej konkurencji zdobywał następnie złoty medal na mistrzostwach świata w Lizbonie (1947) oraz srebrne na mistrzostwach świata w Brukseli (1953) i mistrzostwach świata w Rzymie (1955). Ponadto wywalczył złoty medal w turnieju indywidualnym na MŚ 1947, wyprzedzając Szweda Bengta Ljungquista i Belga Raoula Henkarta.